# Ponta Porã
Ponta Porã é um município brasileiro da unidade federativa do Mato Grosso do Sul. Sua população é de 93.937 habitantes (2020) e sua área é de 5.329 km². Possui divisa seca e conurbação com a cidade de Pedro Juan Caballero no Paraguai. Constitui uma área conurbada internacional com a cidade Pedro Juan Caballero, capital do departamento de Amambay, no Paraguai. O símbolo da cidade é uma cuia de chimarrão e outra de tereré, representando duas culturas que se tornam apenas uma.
Ponta Porã está distante 1 346 km de Brasília, a capital do Brasil, e 324 km de Campo Grande, capital do estado do Mato Grosso do Sul, e ligada por meio de rodovias federais que dão acesso aos estados de São Paulo, Paraná, Santa Catarina e Mato Grosso. A população do município é de mais de 92.017 mil habitantes, Acessado em 28/08/2024, (IBGE 2022). Que ao lado de Pedro Juan Caballero somam uma população conurbada de mais de 200 mil habitantes. A cidade que foi capital do extinto Território Federal do mesmo nome (1943-1946) está situada ao sudoeste do Estado e possui clima temperado com temperatura de 20°. A cidade possui uma boa rede hoteleira, tanto do lado brasileiro como do paraguaio. A economia do município está voltada para a agricultura e pecuária. A lavoura é uma das pujantes do território nacional produzindo, principalmente, soja, trigo e milho.

## Etimologia

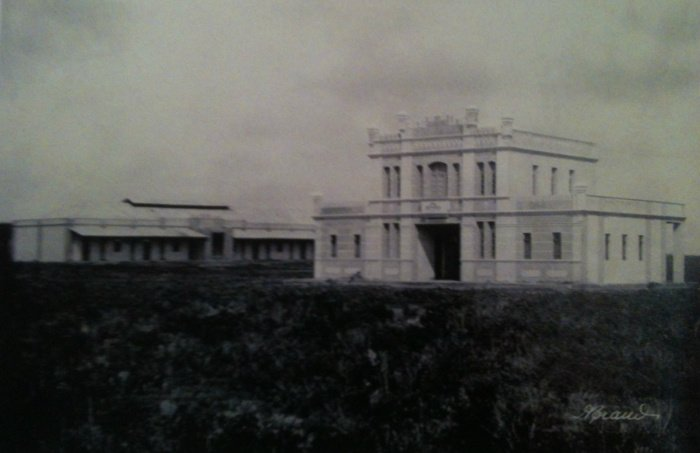
Antigo Castelinho de Ponta Porã na década de 1920

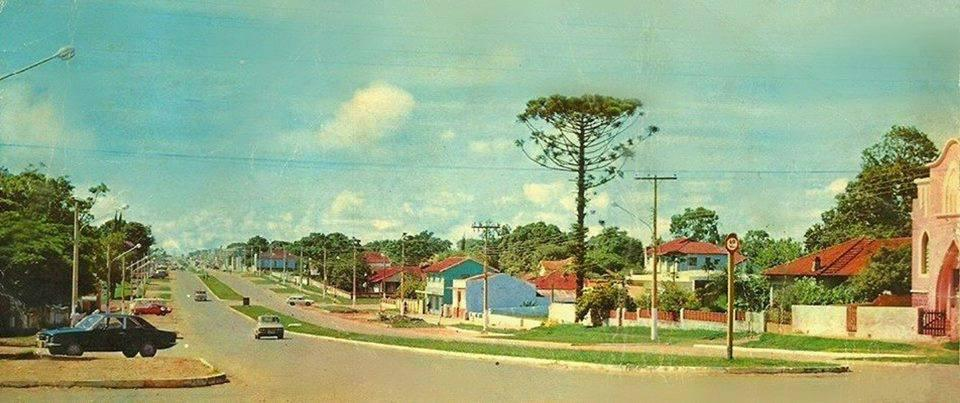
Avenida Brasil na década de 1970

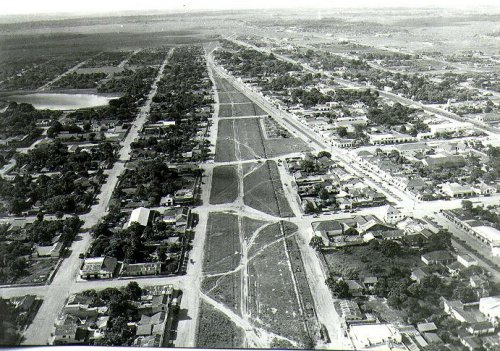
Avenida Internacional, na divisa com Pedro Juan Caballero, no Paraguai, em 1968

Antes de chamar-se Ponta Porã, o município e toda a região de Pedro Juan Caballero era chamada de Punta Porá. A Serra e alguns capões de mata que existiam caracterizavam a geografia da região, que passou a ser denominado de Ponta Porã, que em guarani quer dizer Ponta Bonita.
A origem do nome Ponta Porá, provavelmente também estaria ligada às três culturas: guarani, espanhola e portuguesa. Na região de Ponta Porã e Pedro Juan Caballero, adotou-se a terminologia da língua "Portunhol", pois os moradores dessa região se comunicam em Português e Espanhol; há ainda o termo "Guaraportunhol", para aqueles que se comunicam em Guarany, Português e Espanhol.

## História
A origem de Ponta Porã começa com a formação de um povoado denominado inicialmente Punta Pura que surgiu dentre os campos de erva-mate. Antes da Guerra do Paraguai, Punta Porá era apenas uma região deserta no interior do Paraguai habitada somente por algumas tribos de índios, como os Nhandevas e os Caiuás, povos de etnia Guarani, que caçavam, praticavam o cultivo de pequenas roças, coletavam frutos e pescavam. A região era também local de parada de carreteiros que faziam o transporte de erva-mate. Em 1777 uma expedição militar chegou a esta região, tendo como objetivo a exploração o solo. Em 1862 chegou o grupo do tenente militar Antônio João Ribeiro que se fixou na cabeceira do rio Dourados (onde hoje é o município de Antônio João) e fundaram ali a Colônia Militar dos Dourados. Em 1864, época da Guerra da Tríplice Aliança, a Colônia Militar dos Dourados foi destruída pelos paraguaios, onde veio a falecer o tenente Antônio João Ribeiro.
Em 1872, após o fim da Guerra do Paraguai, houve a fixação da região fronteiriça do Brasil com o Paraguai, na qual também constavam os respectivos limites com o Brasil, e que segundo Hélio Vianna, respeitava os convênios da época colonial e reivindicava ao Brasil somente as terras já ocupadas ou exploradas por portugueses e brasileiros. A partir daí a região de Ponta Porã passa a ser possessão territorial brasileira. Em 1880 chega na região o senhor Nazareth, um militar que vem com a missão de comandante e ergue seu acampamento junto à lagoa do Paraguai, onde hoje é a cidade de Pedro Juan Caballero. Em 1882 Tomás Laranjeiras já explora e industrializa a erva-mate em Ponta Porã e a exporta para a Argentina. Em 1892 chegou ali a guarnição da Colônia Militar de Dourados para proteger a região. Nesse mesmo ano Ponta Porã começa a tomar seus primeiros impulsos de progresso econômico, com a chegada até ali de muitos migrantes gaúchos, que vieram com a finalidade de cultivar a terra e criar gados. Em 1897 surge o primeiro destacamento policial em Ponta Porã e nomeado seu comandante o senhor Nazareth.
Em 1900 Ponta Porã torna-se distrito de Bela Vista. Em 18 de julho de 1912 foi criado o Município de Ponta Porã, deixando de ser distrito de Bela Vista. No ano seguinte foi instalado o município e toma posse seu primeiro prefeito, Ponciano de Matos Pereira. Em 1915 o Governador do Estado de Mato Grosso, Caetano de Albuquerque eleva o município de Ponta Porã para a categoria de comarca no ano seguinte, 1916 toma posse o primeiro Juiz de Direito da Comarca de Ponta Porã, Possidônio de Souza Guimarães e o primeiro Promotor de Justiça é Henrique Carlos Guatemozim. Em 1919 é criado em Ponta Porã o 11º RC (Regimento de Cavalaria) e instalado no ano seguinte, sendo seu primeiro Comandante o Capitão Hipólito Paes Campos. Em 1943, o Presidente Getúlio Vargas cria o Território Federal de Ponta Porã, tendo como capital a cidade de Ponta Porã e formado também por outros municípios vizinhos. Em 1947 o território é extinto. Em 1977 é criado o estado de Mato Grosso do Sul, a qual Ponta Porã faz parte atualmente.

## Política
A administração municipal se dá pelo poder executivo (Prefeitura) e pelo poder legislativo (Câmara Legislativa de Ponta Porã).

### Cidades irmãs
Cidades-irmãs é uma iniciativa que busca a integração entre a cidade e demais municípios nacionais e estrangeiros. A integração entre os municípios é firmada por meio de convênios de cooperação, que têm o objetivo de assegurar a manutenção da paz entre os povos, baseada na fraternidade, felicidade, amizade e respeito recíproco entre as nações. Oficialmente Ponta Porã tem somente uma Cidade-irmã, que é a vizinha Pedro Juan Caballero no Paraguai, contudo o Programa das Nações Unidas para os Assentamentos Humanos (UN-HABITAT) e o Programa das Nações Unidas para o Meio Ambiente (PNUMA) reconhecem a parceria de Ponta Porã, em busca de cidades sociais e ambientalmente sustentáveis, com as seguintes localidades:
- Agadir, Souss-Massa-Draâ, Marrocos
- Bayamo, Granma, Cuba
- Bobo Dioulasso, Hauts-Bassins, Burkina Faso
- Cienfuegos, Cienfuegos, Cuba
- Esmeraldas, Esmeraldas, Equador
- Guiyang, Guizhou, China
- Holguín, Holguín, Cuba
- Ismaília, Ismaília, Egito
- Kisumu, Nyanza, Quênia
- Meknès, Meknès-Tafilalet, Marrocos
- San José, San José, Costa Rica
- Santa Clara, Villa Clara, Cuba
- Seogwipo, Jeju, Coreia do Sul
- Shenyang, Liaoning, China

Ponta Porã também tem parcerias de gestão ambiental e urbana com três municípios brasileiros:
- Beberibe, Ceará
- Marabá, Pará
- Piranhas, Alagoas

## Geografia

### Localização
O município de Ponta Porã está situado no sul da região Centro-Oeste do Brasil, e faz divisa com a cidade de Pedro Juan Caballero no país vizinho, Paraguai. A localização geográfica do município fica entre os paralelos 21º e 23º, com latitude de 23º32’30” Sul e longitude de 55°37’30” Oeste. Distâncias:
- 324 km da capital estadual (Campo Grande)
- 1 346 km da capital federal (Brasília).

De acordo com a divisão regional vigente desde 2017, instituída pelo IBGE, o município pertence às Regiões Geográficas Intermediária de Dourados e Imediata de Ponta Porã. Até então, com a vigência das divisões em microrregiões e mesorregiões, fazia parte da microrregião de Dourados, que por sua vez estava incluída na mesorregião do Sudoeste de Mato Grosso do Sul.

### Geografia física

#### Solo
Latossolo vermelho escuro com predominância de latossolo roxo, em suas imediações.

#### Relevo
Está a uma altitude média de 755 m. Ponta Porã está situada na Serra de Amambai, que é uma continuidade da Serra de Maracaju. Apresenta uma topografia plana e levemente ondulada, sendo o ponto culminante a Serra de Maracaju, iniciando a elevação máxima no distrito de Cabeceira do Apa a 850 metros acima do nível do mar.

#### Clima
Apesar de se situar acima do Trópico de Capricórnio, portanto acima da zona temperada do globo terrestre, predomina em Ponta Porã o clima subtropical úmido, do tipo Cfa, de acordo com a classificação climática de Köppen-Geiger, com índice pluviométrico de 1 700 milímetros (mm), apresentando diminuição de chuvas no inverno, mas não o suficiente para classificá-lo como Cwa (clima subtropical com inverno seco).
Segundo dados do Instituto Nacional de Meteorologia (INMET), referentes ao período de 1961 a 1984 e a partir de 2000, a menor temperatura registrada em Ponta Porã foi de −3 °C em 18 de julho de 1975 e a maior atingiu 38,4 °C em 26 de setembro de 2004. O maior acumulado de precipitação em 24 horas atingiu 172,4 mm em 28 de fevereiro de 2008. Desde dezembro de 2001, a rajada de vento mais forte alcançou 22,3 m/s (81,4 km/h) em 9 de setembro de 2006 e o menor índice de umidade relativa do ar (URA) ocorreu na tarde de 27 de outubro de 2010, de apenas 10%.
| Dados climatológicos para Ponta Porã | Dados climatológicos para Ponta Porã | Dados climatológicos para Ponta Porã | Dados climatológicos para Ponta Porã | Dados climatológicos para Ponta Porã | Dados climatológicos para Ponta Porã | Dados climatológicos para Ponta Porã | Dados climatológicos para Ponta Porã | Dados climatológicos para Ponta Porã | Dados climatológicos para Ponta Porã | Dados climatológicos para Ponta Porã | Dados climatológicos para Ponta Porã | Dados climatológicos para Ponta Porã | Dados climatológicos para Ponta Porã |
| Mês | Jan                                  | Fev                                  | Mar                                  | Abr                                  | Mai                                  | Jun                                  | Jul                                  | Ago                                  | Set                                  | Out                                  | Nov                                  | Dez                                  | Ano                                  |
| --- | ------------------------------------ | ------------------------------------ | ------------------------------------ | ------------------------------------ | ------------------------------------ | ------------------------------------ | ------------------------------------ | ------------------------------------ | ------------------------------------ | ------------------------------------ | ------------------------------------ | ------------------------------------ | ------------------------------------ |
| Temperatura máxima recorde (°C) | 35,8                                 | 36,6                                 | 36,5                                 | 35,8                                 | 33                                   | 31                                   | 31,6                                 | 35,4                                 | 38,4                                 | 38                                   | 37,2                                 | 36,8                                 | 38,4                                 |
| Temperatura máxima média (°C) | 30,4                                 | 30,2                                 | 30,4                                 | 28,9                                 | 24,4                                 | 23,9                                 | 24,1                                 | 26,7                                 | 27,2                                 | 29,4                                 | 29,7                                 | 30,5                                 | 28                                   |
| Temperatura média compensada (°C) | -                                    | -                                    | 24,2                                 | 22,3                                 | 18,3                                 | 17,1                                 | 16,8                                 | 19                                   | 19,9                                 | 22,8                                 | 23,2                                 | 24,2                                 | -                                    |
| Temperatura mínima média (°C) | 20,3                                 | -                                    | 19,5                                 | 17,4                                 | 14                                   | 12,6                                 | 11,7                                 | 13,2                                 | 14,4                                 | 17,7                                 | 18                                   | 19,4                                 | -                                    |
| Temperatura mínima recorde (°C) | 12,8                                 | 10,7                                 | 7,5                                  | 5                                    | 0                                    | 0,4                                  | −3                                   | −2                                   | 1,7                                  | 6,6                                  | 9                                    | 8,2                                  | −3                                   |
| Precipitação (mm) | 230,5                                | 221,6                                | 123,3                                | 132,7                                | 146                                  | 75,2                                 | 52,3                                 | 52,7                                 | 134,9                                | 149,3                                | 208,8                                | 172,3                                | 1 699,6                              |
| Dias com precipitação (≥ 1 mm) | 14                                   | 12                                   | 9                                    | 8                                    | 7                                    | 6                                    | 5                                    | 4                                    | 7                                    | 9                                    | 10                                   | 11                                   | 102                                  |
| Umidade relativa compensada (%) | 77,6                                 | 77,7                                 | 73,6                                 | 74,5                                 | 78,2                                 | 76,9                                 | 70,3                                 | 62,3                                 | 65                                   | 70,3                                 | 71,3                                 | 73,6                                 | 72,6                                 |
| Insolação (h) | 206                                  | 199,6                                | 210,2                                | 218,4                                | 205                                  | 178,9                                | 212,1                                | 184,2                                | 161,4                                | 210,7                                | 221                                  | 207                                  | 2 414,5                              |
| Fonte: Instituto Nacional de Meteorologia (INMET) (normal climatológica de 1981-2010; horas de sol: 1961-1990; recordes de temperatura: 1961-1984 e 2000-presente) |                                      |                                      |                                      |                                      |                                      |                                      |                                      |                                      |                                      |                                      |                                      |                                      |                                      |

### Geografia política

#### Fuso horário
Está a -1 hora com relação a Brasília e -4 com relação ao Meridiano de Greenwich (Tempo Universal Coordenado)

#### Área
Ocupa uma superfície total de 5 328,621 km² e a superfície urbana é de 13,715 km².
Subdivisões
Ponta Porã tem três distritos: Cabeceira do Apa, Nova Itamarati e Sanga Puitã.

### Habitação

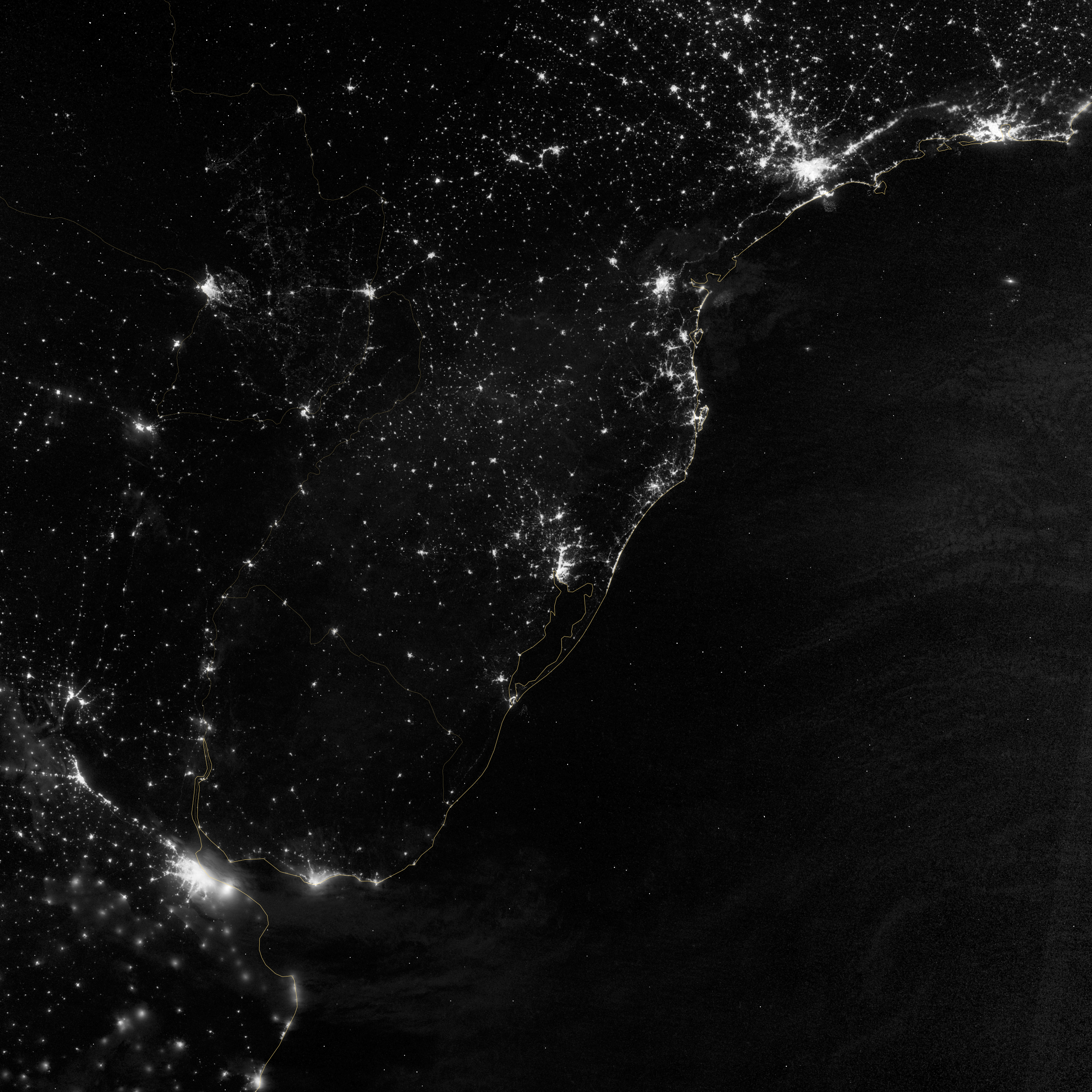
Vista por satélite de parte da região Centro-Sul do Brasil, com Ponta Porã no canto superior esquerdo (Créditos: NASA).

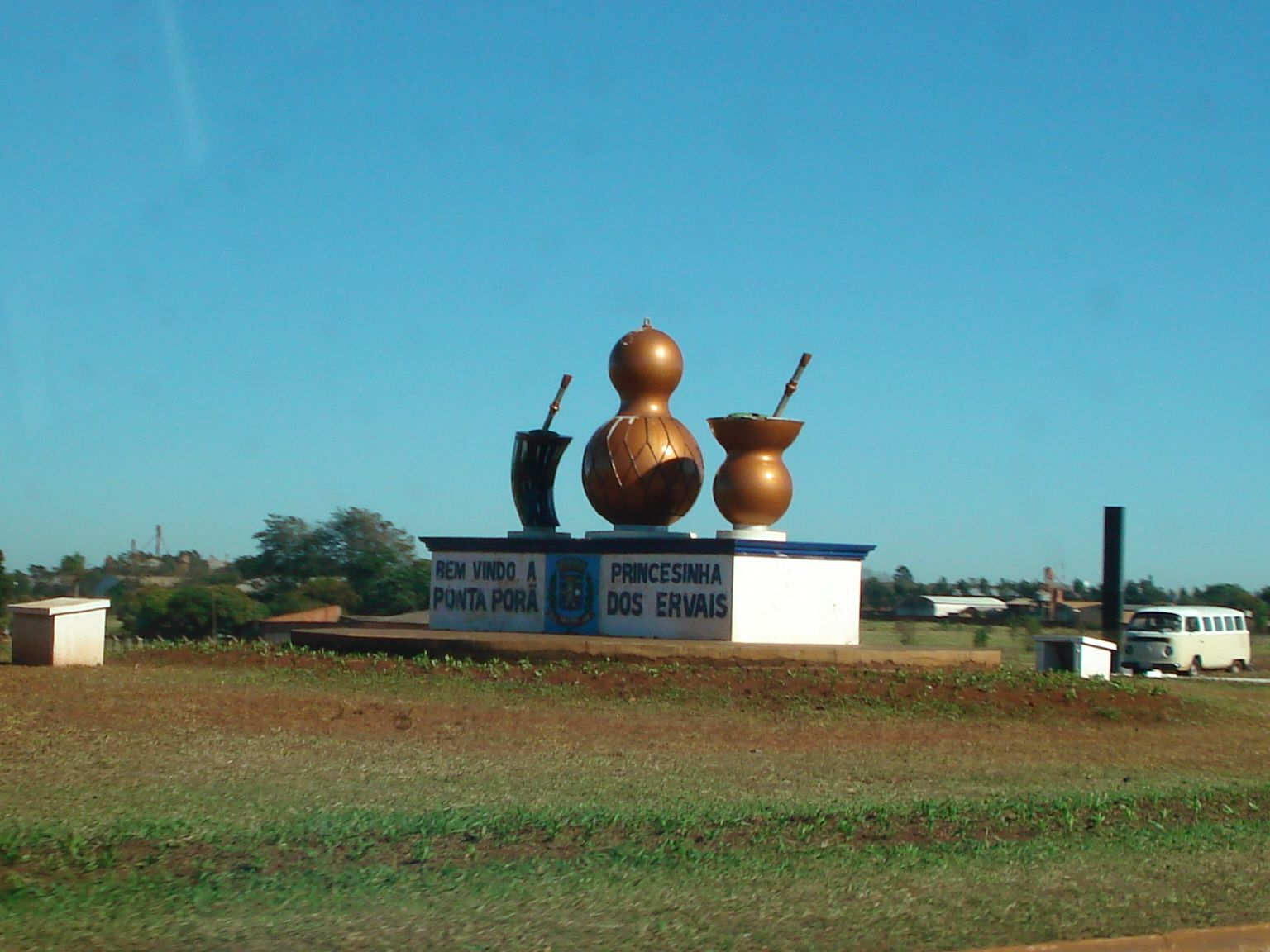
Entrada da cidade

| Domicílios de Ponta Porã            | Domicílios de Ponta Porã |
| ----------------------------------- | ------------------------ |
| Total de domicílios                 | 24 925 domicílios        |
| Domicílios particulares             | 24 871 domicílios        |
| Domicílios coletivos                | 54 domicílios            |
| Domicílios por rendimento per capta |                          |
| Mais de 5 salários                  | 3,36 %                   |
| De 2 a 5 salários                   | 9,88 %                   |
| De 1 a 2 salários                   | 17,09 %                  |
| De 0,5 a 1 salário                  | 30,82 %                  |
| De 0,25 aá 0,5 salários             | 23,49 %                  |
| Até 0,25 salários ou sem rendimento | 15,36 %                  |
| Distribuição por classe social      |                          |
| Classe A                            | 3,36 %                   |
| Classe B                            | 9,88 %                   |
| Classe C                            | 47,91 %                  |
| Classe D                            | 23,49 %                  |
| Classe E                            | 15,36 %                  |
|                                     |                          |
| Classe alta (A - B)                 | 13,24 %                  |
| Classe média (C - D)                | 71,40 %                  |
| Classe consumidora (A - B - C - D)  | 84,64 %                  |
| Classe periférica (E)               | 15,36 %                  |

#### Segurança pública
Além de contar com a policial estadual em questões de segurança pública, Ponta Porã também tem a sua disposição a Polícia Federal e um batalhão das forças armadas brasileiras. Este privilégio em questões de segurança, deve-se ao fato de Ponta Porã, se encontrar em uma área muito sensível da fronteira Brasil-Paraguai. O principal destacamento das forças armadas do Brasil é: 
| Organização                            | Sigla       |
| -------------------------------------- | ----------- |
| 11.º Regimento de Cavalaria Mecanizado | 11º R C Mec |

## Demografia
Segundo o censo de 2010, a população do município de Ponta Porã foi contada pelo Instituto Brasileiro de Geografia e Estatística (IBGE) e estimada em 77 872 habitantes, sendo o 5º município mais populoso do estado, apresentando uma densidade populacional de 14,613 hab/km². Ainda segundo o censo, 38 492 eram homens e 39 380 dos habitantes eram mulheres. Ainda segundo o mesmo censo, 62 067 viviam na zona urbana e 15 805 na zona rural. Já em 2019 o município de Ponta Porã possui uma população de 92 526 habitantes segundo estimativa do IBGE (o que coloca a cidade em 5º lugar no estado).
O Índice de Desenvolvimento Humano Municipal (IDH-M) de Ponta Porã é considerado alto pelo Programa das Nações Unidas para o Desenvolvimento (PNUD), sendo seu valor 0,701 em 2010, o 21º maior entre os 79 municípios de Mato Grosso do Sul e o 1 866º maior entre os 5 560 municípios do Brasil.
Outro indicador destacado de Ponta Porã é o índice Gini (0,60).

### Os índios caiuás
Os índios Caiouás habitavam toda a parte sul de Mato groso do Sul, isto é, toda região de Ponta Porã, Dourados, Amambaí e vizinhanças. Caçavam, pescavam e colhiam frutos e raízes, cultivavam o milho e a mandioca, apenas para o consumo da tribo. Atualmente o número de índios é muito pequeno. Vivendo em aldeias, suas casas são de taquara e cobertas com folhas de coqueiro. Estas aldeias hoje estão dentro das reservas. As reservas são áreas de terra reservadas para os índios pelo Governo Federal. Eles fabricam arcos, chocalhos e outros produtos que vendem nas cidades vizinhas e nas margens das rodovias e vivem praticamente entrelaçados com a sociedade brasileira. Vestem roupas e compram utensílios nos comércio da cidade. Dos costumes antigos ainda cultivam a dança tradicional, usam enfeites e pintam o corpo para as festas tradicionais, também fabricam uma bebida chamada chicha, que é feito de milho fermentado. Hoje a maior festa indígena é a Festa do Índio em que os fazendeiros doam vacas.

### Personalidades
- Ponta-porãenses biografados na Wikipédia

## Religião
Conforme o Censo de 2010 do IBGE, a população do município de Ponta Porã é formada por grupos religiosos como cristãos 90,51%, sendo os catolicos (67,96%), evangélicas de missão (4,37%), evangélicas de origem pentecostal (13,07%), restauracionista (1,09%) e outros cristãos (4,02%) seus representantes. Há ainda os reencarnacionistas (1,07%), afro-brasileiras (0,06%), orientais (0,80%), tradições esotéricas (0,05%), tradições indígenas (0,04%), indeterminados (0,33%) e sem religião (7,13%).

### Cristãos
É de longe o maior grupo religioso presente no município, totalizando 90,51% dos seus habitantes.

#### Católicos

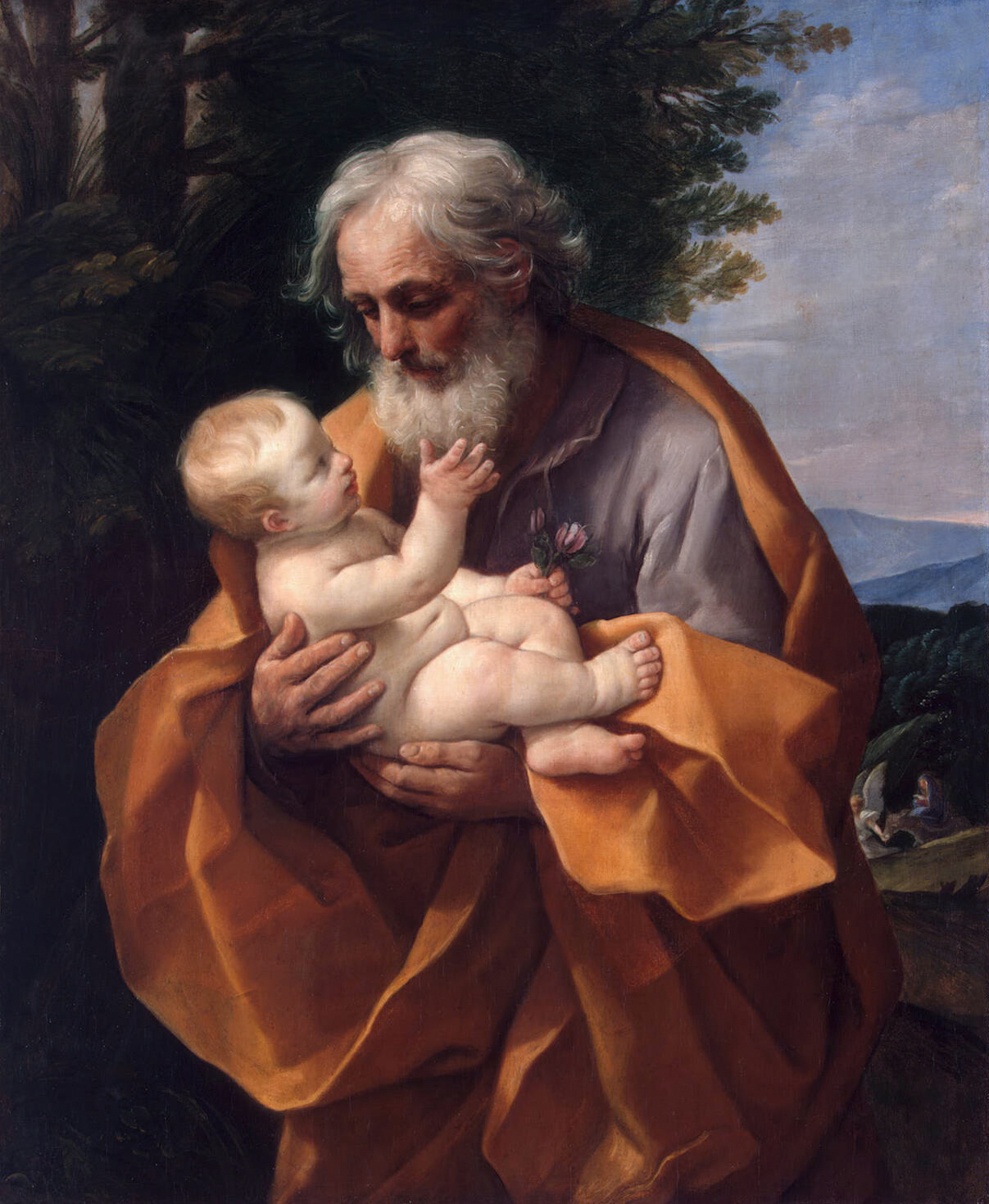
Exemplo de uma imagem de São José, padroeiro do município de Ponta Porã

A sociedade de Ponta Porã está localizada no país mais católico do mundo em números absolutos. A Igreja Católica teve seu estatuto jurídico reconhecido pelo governo federal em outubro de 2009, ainda que o Brasil seja atualmente um estado oficialmente laico..
A Igreja Católica reconhece como padroeiros da cidade São José. O município faz parte da Circunscrições eclesiásticas da Regional Oeste I (que atende Mato Grosso do Sul) e de acordo com a divisão resolvida pela Igreja Católica, o município de Ponta Porã pertence à Província Eclesiástica de Campo Grande, mais precisamente à Diocese de Dourados, sendo sede de 4 paróquias. Seu atual bispo é, desde 2001, Dom Redovino Rizzardo. Vinculada a Diocese de Dourados, Ponta Porã possui 67,96% da população, sendo a Católica Apostólica Romana com 67,86%, Católica Apostólica Brasileira com 0,01% e a Católica Ortodoxa com 0,09%.

#### Protestantes
Embora seu desenvolvimento tenha sido sobre uma matriz social eminentemente católica, tanto devido à colonização quanto à imigração, é possível encontrar atualmente na cidade dezenas de denominações protestantes diferentes. De acordo com dados do censo de 2010 realizado pelo IBGE, a população local era composta 20,63% de protestantes.

##### Evangélicos de missão.
Os evangélicos de missão totalizam 4,37% da população. Destes, 0,20% são luteranos, 0,24% são presbiterianos, 0,28% são metodistas, 2,40% são batistas, 0,13% são evangélicos congregacionais e 1,12% são adventistas.

##### Evangélicos neopentecostais, pentecostais e CCB
Os evangélicos neopentecostais, pentecostais e CCB totalizam 13,07% da população. Desse total é composto a Igreja Assembleia de Deus (pentecostal) (3,34%), Igreja Congregação Cristã no Brasil (2,02%), Igreja Evangelho Quadrangular (1,40%), Igreja Universal do Reino de Deus (0,73%), Igreja Casa da Bênção (0,10%), Igreja Deus é Amor (1,49%) e outras (3,98%).

#### Restauracionista
Representado por 0,90% da população. Abrange a Igreja de Jesus Cristo dos Santos dos Últimos Dias, com 0,90% da população.

#### Outros cristãos
Em Ponta Porã existe também cristãos de outras denominações, representado por 4,02% da população. Destes 3,19% são de outras igrejas evangélicas e 0,83% são de outras religiosidades cristãs.

### Outras denominações
O município é representado por variados outros credos, existindo também religiões de várias outras denominações. São elas: 

#### Espíritas
Possui 1,07% do total, sendo 0,94% espíritas.

#### Afro-brasileiras
Possui 0,06% do total, sendo 0,04% umbanda e 0,02% outras religiosidades.

#### Orientais ou asiáticas
Com 0,80% de locais, se divide entre o Judaísmo (0,03%), Budismo (0,31%), Igreja Messiânica Mundial (0,15%), Islamismo	(0,23%) e outras religiões orientais (0,08%).

#### Tradições esotéricas
Possui 0,05% do total.

#### Tradições indígenas
Possui 0,04% do total.

### Indeterminados
Opções indeterminados respondem por 0,33% da população, sendo os mal-definidos com 0,23% e os que não sabem 0,10%.

### Não religiosos
O Grupo das pessoas não religiosas respondem por 7,13% da população, sendo os sem religião convictos 7,02% e ateus 0,11%.

## Economia
Tem como atividades econômicas a pecuária, agricultura, extração de madeiras. O trabalho é sempre relacionado com o comércio, a indústria, a prestação de serviços e os serviços públicos.

### Contexto regional
Ponta Porã, com 94 mil habitantes e 3 relacionamentos diretos, é um Centro de Zona A. Nível formado por cidades de menor porte e com atuação restrita à sua área imediata; exercem funções de gestão elementares. Ponta Porã é uma das 192 cidades no Brasil com a classificação Centro de Zona A. A cidade exerce influência sobre os seguintes municípios:
- Centros de Zona B: Bela Vista
- Centros Locais: Antônio João e Aral Moreira

### Turismo
O município de Ponta Porã vem focando a interação entre a população local e os seus visitantes, tendo como objetivo central a expansão do turismo na fronteira de forma equilibrada respeitando a natureza de toda região. As opções de lazer vão desde o turismo de compras com uma fronteira seca (Pedro Juan Caballero, que possui um comércio diversificado), além do Cassino Amambay. Possui passeios ecológicos como riachos, quedas de água, muito verde, cercado de serros no lado paraguaio.
- Museu da Erva-Mate: Museu que narra a história do ciclo da Erva Mate no estado do Mato Grosso do Sul.
- Parque Estadual dos Ervais: O principal parque urbano de Ponta Porã, um dos maiores parques urbanos no interior de Mato Grosso do Sul.
- Parque Nacional de Cerro Corá: Local com estrutura para acampamentos, banhos de rio, passeios e visitas aos monumentos dos combatentes da Guerra Del Chaco.
- Linha Internacional: há uma grande concentração de lojas na fronteira que atraem vários turistas à procura de produtos com preços baixos.

### Lenda da origem da Erva-Mate
A bebida mais consumida atualmente em Ponta Porã é o Tereré (feito com erva-mate verde, água e gelo). As rodas de tereré então são vistas em qualquer parte da cidade, unindo brasileiros e paraguaios. Por isso, as duas cidades (Ponta Porã e Pedro Juan Caballero) são consideradas cidades gêmeas por causa de sua proximidade cultural: a cultura fronteiriça.
Sobre a erva-mate, uma das lendas de sua origem refere-se a uma das passagens de Cristo pela terra americana. Jesus, Pedro e João, cansados e com fome chegaram a um riacho onde um velho alquebrado pelos anos, mas filósofo e humano pela vivência, recebe-os. Ele abriga-os, dando de beber a eles e prepara-lhes uma saborosa comida com a sua última galinha. Refeitos e dispostos, os três se erguem para reiniciar a caminhada.
Cristo, desejando então marcar o seu agradecimento à bondade, à humanidade e à fraternidade, dirigiu-se ao idoso hospedeiro dizendo-lhe que sua filha já falecida, tão bela e querida renasceria em um arbusto verde e encorpado, de folhas vigorosas, vivificantes, saborosas e restauradoras e guardaria vitalidade, disposição, saúde, amizade, e esperança para sempre. Alguns meses depois, ela a filha singular do velho rancheiro sepultada, ressurge da terra na forma de uma erveira.